# Sainte-Foy-Saint-Sulpice
Sainte-Foy-Saint-Sulpice is een gemeente in het Franse departement Loire (regio Auvergne-Rhône-Alpes) en telt 354 inwoners (1999). De plaats maakt deel uit van het arrondissement Montbrison.

## Geografie
De oppervlakte van Sainte-Foy-Saint-Sulpice bedraagt 28,6 km², de bevolkingsdichtheid is 12,4 inwoners per km².
De onderstaande kaart toont de ligging van Sainte-Foy-Saint-Sulpice met de belangrijkste infrastructuur en aangrenzende gemeenten.

## Demografie
Onderstaande figuur toont het verloop van het inwonertal (bron: INSEE-tellingen).